# یواس‌اس بروم (دی‌دی-۲۱۰)
یواس‌اس بروم (دی‌دی-۲۱۰) (به انگلیسی: USS Broome (DD-210)) یک کشتی بود که طول آن ۹۵٫۸۱ متر (۳۱۴٫۳ فوت) بود. این کشتی در سال ۱۹۱۹ ساخته شد.